# Xian de Daming
Le xian de Daming (chinois : 大名县 ; pinyin : dàmíng xiàn) est un district administratif de la province du Hebei en Chine. Il est placé sous la juridiction de la ville-préfecture de Handan.

## Démographie
La population du district était de 723 104 habitants en 1999.

## Patrimoine
- Cathédrale Notre-Dame-de-Grâce de Daming, église catholique érigée par des missionnaires Jésuites français en 1918-1921, devenue cathédrale en 1948.